# 구마마치촌
구마마치촌(熊町村)은 1954년까지 후쿠시마현 후타바군에 일찍이 존재했던 촌이다. 현재의 오쿠마정 동부에 해당한다.

## 역사
- 1889년 4월 1일 - 정촌제 시행과 함께 5촌이 합병해 시네하군 구마마치촌이 성립하였다.호수 360, 인구 2,415명.
- 1896년 4월 1일 - 시네하군과 나라하군이 합병해 후타바군이 성립하여, 후타바군 구마마치촌이 되었다.
- 1954년 11월 1일 - 오노촌과 합병해, 오쿠마정이 되었다.

## 행정
- 역대촌장

| 대 | 성명       | 취임                   | 퇴임                       | 비고 |
| -- | ---------- | ---------------------- | -------------------------- | ---- |
| 1  | 中野剛重   | 明治22年（1889年）7月  | 明治26年（1893年）7月      |      |
| 2  | 阿部英信   | 明治26年（1893年）7月  | 明治27年（1894年）7月30日  |      |
| 3  | 渡辺哲綱   | 明治27年（1894年）11月 | 明治32年（1899年）11月     |      |
| 4  | 志賀秀明   | 明治32年（1899年）11月 | 明治40年（1907年）11月     |      |
| 5  | 吉岡善治   | 明治40年（1907年）11月 | 明治44年（1911年）11月     |      |
| 6  | 佐藤義信   | 明治44年（1911年）11月 | 大正4年（1915年）11月      |      |
| 7  | 志賀保     | 大正4年（1915年）11月  | 昭和9年（1934年）3月       |      |
| 8  | 坂本栄治郎 | 昭和9年（1934年）4月   | 昭和21年（1946年）11月     |      |
| 9  | 太田耕治   | 昭和22年（1947年）4月  | 昭和29年（1954年）10月31日 |      |

## 교통

### 도로
- 국도 6호선